# USS Scorpion (SSN-589)

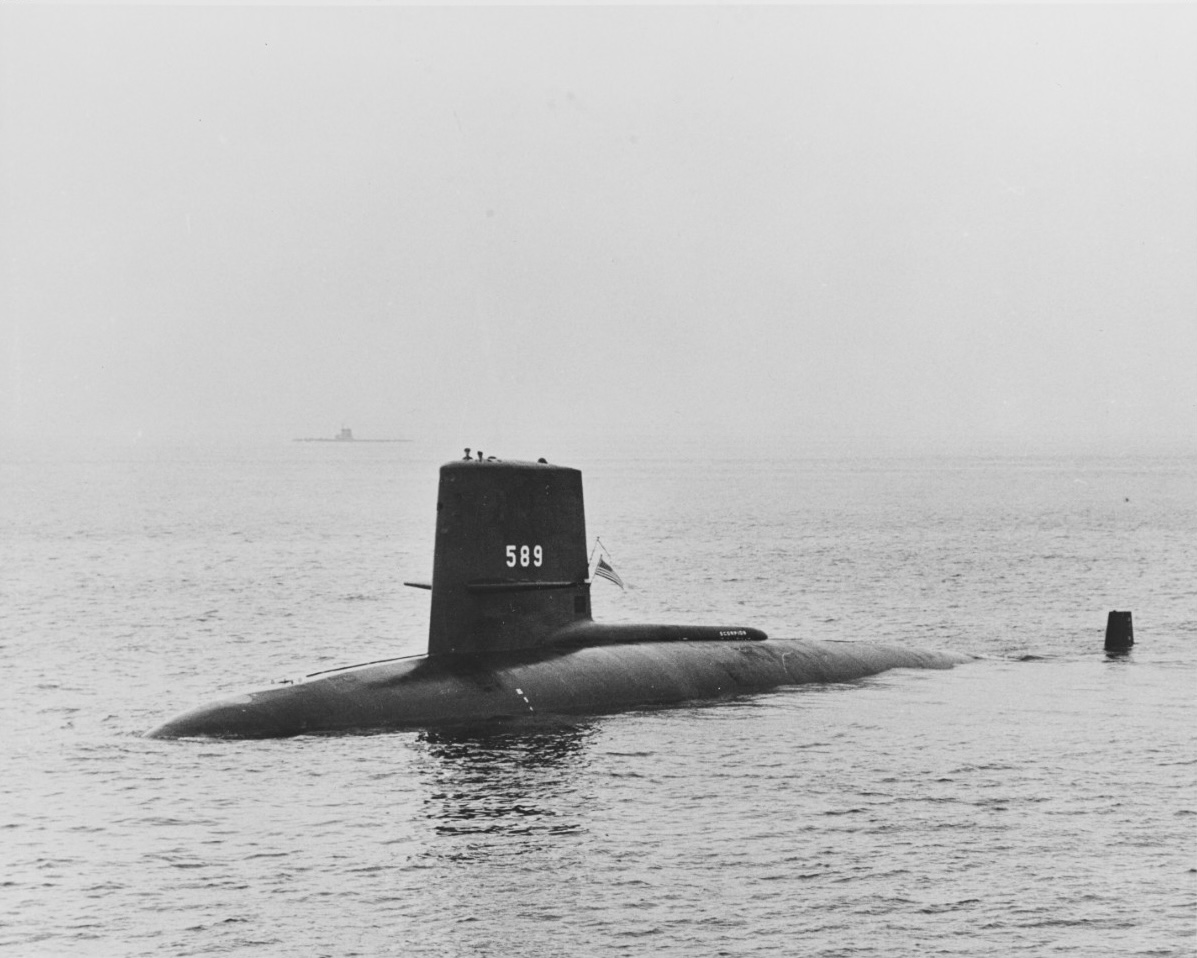
Tàu ngầm USS Scorpion (SSN-589)

USS Scorpion (SSN-589) là một tàu ngầm nguyên tử của Mỹ. Nó được chính thức tuyên bố bị đắm vào ngày 5 tháng 6 năm 1968. Tất cả 99 nhân viên thủy thủ đoàn đều tử nan.

USS Scorpion thuộc lớp tàu ngầm tấn công hạt nhân Skipjack, là tàu ngầm Mỹ đầu tiên chế tạo sau Thế chiến 2 với thiết kế mới, bề ngoài trông giống như giọt nước khổng lồ. Tàu hạ thủy tháng 8.1958 và biên chế vào hải quân Mỹ vào tháng 7.1960.
Tàu ngầm lớp Skipjack nhỏ hơn các tàu ngầm hạt nhân ngày nay, với lượng giãn nước chỉ 3.075 tấn, dài 76 mét và rộng 9,4 mét. Tàu có 99 người, bao gồm 12 sĩ quan và 77 thủy thủ. Đây là lớp tàu ngầm đầu tiên sử dụng lò phản ứng hạt nhân Westinghouse S5W, đạt tốc độ 15 hải lý/giờ và 33 hải lý/giờ khi lặn.
Vũ khí chính trên tàu ngầm Skipjack là ngư lôi Mk-37, với hệ thống radar chủ động gắn riêng trong ngư lôi. Mk-37 có thể phát hiện chính xác mục tiêu trong phạm vi 9 km, tốc độ 26 hải lý/giờ và trang bị đầu đạn 150 kg chứa đầy thuốc nổ HBX-3.

## Diễn biến
Ngày 27 tháng 5 năm 1968, các gia đình của thủy thủ đoàn chiếc Scorpion đang mong đợi nó trở về sau 3 tháng công tác. Khoảng 1 giờ trưa khi không thấy nó xuất hiện mọi người bắt đầu lo lắng. Tối hôm đó thì các đài truyền hình Hoa Kỳ báo tin tàu ngầm Scorpion đã bị mất tích 
Hải quân Mỹ mở cuộc điều tra nhưng kết quả của cuộc điều tra được giữ kín cho đến năm 1993 mới được công bố.
Theo một thuyết thì một chiếc ngư lôi bắn ra từ chiếc Scorpion đã quay ngược đầu và bắn vào chính nó. 
Năm 1970, một cuộc điều tra mới kết luận rằng Scorpion bị đắm vì chiếc pin điện khổng lồ trên tàu nổ  khiến cho nước tràn vào.
Các  thủy thủ trên các tàu ngầm khác đã giải ngũ đã cho rằng Scorpion bị đắm do một tàu ngầm Liên Xô  để trả thù cho một tàu ngầm của Nga mang tên K-129 mà Nga cho rằng bị Mỹ làm đắm. 
Ngày 17 tháng 5 năm 1968, Scorpion nhận được nhiệm vụ từ phó đô đốc Arnold Schade phải tiến nhanh tới  vùng quần đảo Canaria để theo dõi một nhóm tàu Liên Xô đang hiện diện ở phía đông Đại Tây Dương gần vùng đảo. 
Trong khi đó, lực lượng Liên Xô có mặt tại khu vực bao gồm một tàu ngầm hạt nhân lớp Echo-II, tàu cứu hộ tàu ngầm, hai tàu khảo sát thủy văn, một tàu khu trục và một tàu chở dầu được cho là đang đo đạc, theo dõi dấu hiệu của tàu nổi và tàu ngầm NATO. Sau đó đúng một ngày, tàu Scorpion báo cáo qua radio, thông báo vị trí, dự kiến trở về Norfolk vào ngày 27/5. Bản báo cáo nói không phát hiện thấy điều gì bất thường. Không thấy tàu ngầm quay trở về, Hải quân Mỹ nhận ra rằng có điều gì đó bất thường. Thiết bị do thám dưới nước, vốn được sử dụng để phát hiện tàu ngầm Liên Xô đã phát hiện ra tiếng nổ lớn dưới biển.Sau vụ nổ hơn 5 tháng, xác của con tàu ngầm USS Scorpion được người ta phát hiện dưới đáy Đại Tây Dương, nằm sâu dưới mặt nước tới 3.000 mét. Toàn bộ 99 thủy thủ trên tàu đều thiệt mạng. Chuyện gì xảy ra sau đó vẫn còn nằm trong vòng bí mật. Theo tờ báo Seattle Post-Intelligencer, cả hai phe Mỹ và Liên Xô đều đồng ý giữ kín miệng về chuyện gì đã xảy ra cho chiếc Scorpion.